# Polonîcina, Kameanka-Buzka
Polonîcina (în ucraineană Полонична) este o comună în raionul Kameanka-Buzka, regiunea Liov, Ucraina, formată numai din satul de reședință.

## Demografie
Componența lingvistică a comunei Polonîcina
     Ucraineană (100%)
Conform recensământului din 2001, toată populația comunei Polonîcina era vorbitoare de ucraineană (100%).